# Alòs de Balaguer
Alòs de Balaguer là một đô thị trong tỉnh Lleida, cộng đồng tự trị Cataluña Tây Ban Nha. Đô thị Alòs de Balaguer có diện tích là ki-lô-mét vuông, dân số năm 2009 là người với mật độ người/km². Đô thị Alòs de Balaguer có cự ly km so với tỉnh lỵ Lleida.